# Nietupa (dopływ Świsłoczy)
Nietupa (biał. Нятупа, Niatupa, ros. Нетупа, Nietupa) – rzeka III rzędu w Polsce i na niewielkim odcinku na Białorusi, lewy dopływ Świsłoczy dorzecza Niemna. W górnym biegu (do drogi Nietupa - Szaciły) nosi nazwę Nietupka.

## Opis
Długość rzeki wynosi 18 km, z czego na Białorusi znajduje się 1,3 km. Początek bierze w Polsce, w pobliżu wsi Nowa Grzybowszczyzna. Przecina granicę polsko-białoruską 2 km na zachód od wsi Dzieniewicze i uchodzi do Świsłoczy 0,5 km na zachód od tej miejscowości. Koryto rzeki znajdujące się na terytorium Białorusi zostało skanalizowane.